# Alajõe (obec)
Obec Alajõe (estonsky Alajõe vald) je bývalá samosprávná obec v estonském kraji Ida-Virumaa. V roce 2017 zanikla svým začleněním do obce Alutaguse.

## Sídla
V roce 2006 žilo na území bývalé obce 345 obyvatel v celkem sedmi vesnicích Alajõe, Karjamaa, Katase, Remniku, Smolnitsa, Uusküla a Vasknarva. Správním centrem obce je vesnice Alajõe, podle níž je obec pojmenována.